# Otis (lutador)
Nikola Bogojevic (nascido em 21 de dezembro de 1991) é um lutador profissional americano, que atualmente luta na WWE, pelo RAW sob o nome, de Otis, em dupla com Chad Gable pela Alpha Academy.
Bogojevic começou junto com Tucker Knight, no WWE NXT, a dupla atuava com o nome de "Heavy Machinery". Os dois foram promovidos para elenco principal do SmackDown, no final do ano de 2018.
O lutador era considerado um forte candidato a disputar os Jogos Olímpicos de Verão de 2012, na modalidade da luta greco-romana, mas acabou não sendo escolhido. Em 2017, Bogojevic foi eleito pelos leitores da Pro Wrestling Illustrated, o novato do ano no wrestling.

## Carreira profissional no wrestling

### WWE

#### NXT (2016-2019)
Em 12 de Abril, de 2016, Bogojevic assinou seu primeiro contrato com a WWE. Ele fez sua estréia na empresa em um dos eventos do NXT, em 8 de Julho de 2016. Durante sua passagem pelo NXT, o lutador fez dupla com Tucker Night, lutando com o nome de "Heavy Machinery". Em Outubro, o lutador mudou seu nome para Otis Dozovic, Otis e Tucker participaram de um torneio de duplas no dia 19 de Outubro, sendo essa sua estréia em um programa ao vivo da WWE, onde foram derrotados por Austin Aries e Roderick Strong. A dupla teve sua primeira vitória televisionada no dia 29 de Março, de 2017, onde derrotaram Mike Marshall e Jonathan Ortagun. No dia 12 de Julho, durante o NXT, Otis e Tucker enfrentaram The Authors of Pain, pelo NXT Tag Team Championship, mas acabaram derrotados.

#### SmackDown (2019-2023)
Em 17 de Dezembro, de 2018, foi anunciado que Otis e Tucker fariam sua estréia no elenco principal da WWE. A primeira aparição ocorreu no dia 14 de Janeiro, de 2019, num dos episódios do Raw. A primeira aparição de Otis em um pay-per-view da WWE, foi na WrestleMania 35, onde competiu pelo André the Giant Memorial Trophy, mas acabou não vencendo.
Em 2019, Otis e Tucker foram transferidos para o SmackDown. No dia 23 de Junho, enfrentaram Daniel Bryan e Erick Rowan, pelo WWE SmackDown Tag Team Championship, onde acabaram derrotados. No mês seguinte, voltaram a disputar o título no Extreme Rules, onde enfrentaram novamente Daniel Bryan e Erick Rowan, além da The New Day (Big E e Xavier Woods), a última dupla acabou saindo vencedora. Em 31 de Outubro, no evento Crown Jewel, foram derrotados novamente pelo The New Day. No Survivor Series, a Heavy Machinery participou de uma disputa de duplas, onde os vencedores foram Dolph Ziggler e Robert Roode.
No final de 2019, Otis se envolveu no relacionamento com Mandy Rose. No dia 14 de Fevereiro de 2020, num dos episódios do SmackDown, Otis teve um casamento com Rose, mas Dolph Ziggler apareceu no lugar de Otis, o fato resultou em uma rivalidade entre os dois. Na WrestleMania 36, Otis derrotou Ziggler com a ajuda de Rose. No dia 1 de Maio, durante o SmackDown, Otis venceu Ziggler novamente e se classificou para a Money in the Bank ladder match. No dia 10 de Maio, durante o Money in the Bank, Otis venceu a luta e conquistou a maleta.

## Curiosidades
Durante seu relacionamento com Mandy Rose, em 2020, Otis era mostrado como um homem tímido e com problemas para falar com mulheres, Bogojevic admitiu que isso era baseado em sua personalidade na vida real.
Otis usa como finalização o "Caterpillar", que é muito parecido com a finalização que era utilizada por Scotty 2 Hotty.

## Aparições
Otis apareceu pela primeira vez em um jogo eletrônico no WWE 2K19, e voltou a aparecer no WWE 2K20.

### Filmografia
| Ano  | Título         | Personagem |
| ---- | -------------- | ---------- |
| 2020 | The Main Event | Stinkface  |

## Títulos e conquistas
- New Revolution Wrestling
  - NRW Charged Championship (1 vez)

- Pro Wrestling Illustrated
  - 255º melhor lutador no ano de 2018
  - Novato do ano (2017)
- WWE
  - Money in the Bank (2020)
  - WWE Raw Tag Team Championship (1 vez) – com Chad Gable